# Sveti Petar u Šumi
Sveti Petar u Šumi (italijansko San Pietro in Selve) je istrsko naselje na Hrvaškem,  sedež istoimenske občine, ki upravno spada pod Istrsko županijo.

## Geografija
Leži 10& km južno od Pazina, ob železniški progi Divača - Pulj.

## Zgodovina
V kraju je deloval benediktinski samostan ustanovljen v 13. stoletju, ki so ga sredi 15. stoletja  prevzeli pavlinci iz Čepića. Samostan je bil grajen v romanskem stilu, vendar je bil kasneje, v dobi renesanse preurejen. Pavlinci so samostan vodili vse do leta 1782, ko so morali kraj zapustiti. Samostansko, sedaj župnijsko enoladijsko cerkev sv. Petra in Pavla so po letu 1755 barokizirali v pavlinskem slogu. K bogati notranji opremi sodijo tudi orgle, zgrajene okoli leta 1770 v Ljubljani.
Nekateri hrvaški zgodovinarji menijo, da je Sv. Petar u Šumi rojstni kraj Hermana Koroškega (Dadić, Žarko: Herman Dalmatin = Hermann of Dalmatia = Hermannus Dalmata).
Sveti Petar u Šumi, popis 1991; skupaj: 999

## Demografija
| Pregled števila prebivalcev po letih | Pregled števila prebivalcev po letih | Pregled števila prebivalcev po letih | Pregled števila prebivalcev po letih | Pregled števila prebivalcev po letih | Pregled števila prebivalcev po letih | Pregled števila prebivalcev po letih | Pregled števila prebivalcev po letih | Pregled števila prebivalcev po letih | Pregled števila prebivalcev po letih | Pregled števila prebivalcev po letih | Pregled števila prebivalcev po letih | Pregled števila prebivalcev po letih | Pregled števila prebivalcev po letih | Pregled števila prebivalcev po letih |
| ------------------------------------ | ------------------------------------ | ------------------------------------ | ------------------------------------ | ------------------------------------ | ------------------------------------ | ------------------------------------ | ------------------------------------ | ------------------------------------ | ------------------------------------ | ------------------------------------ | ------------------------------------ | ------------------------------------ | ------------------------------------ | ------------------------------------ |
| 1857                                 | 1869                                 | 1880                                 | 1890                                 | 1900                                 | 1910                                 | 1921                                 | 1931                                 | 1948                                 | 1953                                 | 1961                                 | 1971                                 | 1981                                 | 1991                                 | 2001                                 |
| 847                                  | 876                                  | 975                                  | 1039                                 | 1101                                 | 1267                                 | 1217                                 | 1184                                 | 1165                                 | 1173                                 | 1123                                 | 1057                                 | 999                                  | 999                                  | 1011                                 |